# Mechander Robo
Mechander Robo (合身戦隊メカンダーロボ?, Gasshin sentai Mekandā Robo, lett. "Il gruppo combattente dall'aggancio corporeo") è un anime televisivo giapponese prodotto nel 1977 dalla Wako Production in 35 episodi. In Italia la serie è stata trasmessa dalle televisioni locali a partire dal 1982. Esiste anche un film di montaggio riassuntivo di 115 minuti, in Italia edito in DVD da Stormovie.

## Trama
Nell'anno 2019 la Terra è invasa dal popolo dei Conghisti, provenienti dal pianeta Ganimede. Il 95% del territorio è conquistato dagli alieni e solo il Giappone oppone ancora resistenza, infatti il prof. Shikishima costruisce il robot Mechander per combattere la minaccia aliena. Questo robot è custodito in una base sotterranea (una enorme portaerei, la King Diamond), al di sotto di uno stadio di baseball (il Mechander "esce" dallo spazio sottostante le tribune) perché i Conghisti hanno delle bombe Omega che vengono lanciate da un satellite non appena avvertono l'energia nucleare che alimenta il robot. Perciò, quando il Mechander combatte, ha solo tre minuti di tempo prima di essere distrutto dalla bomba.

## Il robot
Il robot Mechander è pilotato da tre ragazzi: Jimi, Kojiro e Ryosuke ciascuno dei quali guida un velivolo diverso (Mecha Jet). I tre veicoli possono unirsi e formare il Mecha Max che costituisce la navicella di comando del Mechander e si aggancia ad esso sulla schiena del robot tramite una specie di pista d'atterraggio. Nel mezzo della serie, il robot Mechander é severamente danneggiato, ma è ricostruito come quattro navi che si assemblano per formare il robot prima di agganciarsi con il Mecha Max.

## Doppiaggio
| Personaggio      | Doppiatore originale | Doppiatore italiano |
| ---------------- | -------------------- | ------------------- |
| Jimi Orion       | Akira Kamiya         | Oreste Baldini      |
| Ryosuke          | Akio Nojima          | Giorgio Locuratolo  |
| Prof. Shikishima | Masaya Taki          | Riccardo Garrone    |
| Medusa           | Natsuko Fuji         | Anna Teresa Eugeni  |
| Lagar            |                      | Renato Montanari    |
| Ghibi            |                      | Aldo Barberito      |
| Miki             | Keiko Yokozawa       | Cristina Boraschi   |
| Orzumenick       |                      | Oliviero Dinelli    |
| Kojiro           | Kazuyuki Sogabe      | Eugenio Marinelli   |
| Guendai          |                      | Rodolfo Baldini     |
| Generale         | Masane Tsukayama     | Giovanni Petrucci   |
| Voce narrante    | Kouji Nakata         | Sergio Matteucci    |

## Colonna sonora
Sigla di apertura giapponese
- Tri-Attack! Mechander Robo (トライアタック! メカンダーロボ?) di Ichirō Mizuki e Columbia Yurikago-kai

Sigla di chiusura giapponese
- Sasurai no Hoshi (さすらいの星 ジミーオリオン?) di Ichiro Mizuki

In Italia è stato storicamente utilizzato come sigla, sia in apertura sia in chiusura, un breve brano strumentale. Esistono comunque due sigle italiane: una, dal titolo Mechander Robot, è stata realizzata nel 2006 dai Fratelli Balestra per l'edizione in DVD Stormovie del film riassuntivo; l'altra, dal titolo Il fantastico Mechander Robot è stata incisa da Santo Verduci nel 2015 per una trasmissione del medesimo film come speciale natalizio del programma tv Contactoons, in onda sull'emittente CaféTV24.

## Episodi
| Nº | Titolo italiano Giapponese 「Kanji」 - Rōmaji                                                          | In onda           | In onda |
| Nº | Titolo italiano Giapponese 「Kanji」 - Rōmaji                                                          | Giapponese        |         |
| 1  | La minaccia 「コンギスター軍団日本大襲撃!」 - Kongisutā gundan Nihon dai shūgeki!                      | 3 marzo 1977      |         |
| 2  | Prigioniero del passato 「謎の戦士ジミー・オリオン」 - Nazo no senshi jimī Orion                       | 10 marzo 1977     |         |
| 3  | Inquinamento 「ジミー決死のパワーイン」 - Jimī kesshi no pawāin                                        | 17 marzo 1977     |         |
| 4  | Attacco sul Nevada 「見よ! あれが空中要塞都市だ」 - Miyo! Are ga kūchū yōsai toshida                   | 24 marzo 1977     |         |
| 5  | Il canale 「大輸送船団を死守せよ!」 - Daiyusō Sendan wo Shisuseyo!                                     | 31 marzo 1977     |         |
| 6  | Il robot nemico 「出撃!! 空母キング・ダイヤモンド」 - Shutsugeki!! Kūbo King Diamondo                  | 7 aprile 1977     |         |
| 7  | Controllo mentale 「コンギスター軍団 ハワイ全滅作戦」 - Kongista Gundan Hawai Zenmetsu Sakusen         | 14 aprile 1977    |         |
| 8  | La minaccia nucleare 「ŏʣQ! オメガミサイル」 - Tatake! Omega Misairu                                   | 21 aprile 1977    |         |
| 9  | Il comandante Laian 「最後の戦線 南シナ海」 - Saigo no Sensen Minami Shinaumi                          | 28 aprile 1977    |         |
| 10 | La trappola 「危うし! メカンダー・マックス」 - Ayaushi! Mekanda Makusu                                 | 5 maggio 1977     |         |
| 11 | L'aurora boreale 「必殺! メカンダー・フェンサー」 - Hissatsu! Mekanda Fensa                            | 12 maggio 1977    |         |
| 12 | Uragano 「謎のビッグハリケーン」 - Nazo no Biggu Hariken                                               | 19 maggio 1977    |         |
| 13 | La Flotta dell'Alleanza 「幻の大西洋艦隊を救出せよ!」 - Maboroshi no Taiseiyo Kantai wo Kyūshutsuseyo! | 9 giugno 1977     |         |
| 14 | Il pericolo viene dal mare 「東京ブラックホール作戦」 - Tokyo Buraku Horu Sakusen                      | 16 giugno 1977    |         |
| 15 | Ostaggio 「出撃! 合身トライカー」 - Shutsugeki! Gasshin Toraika                                        | 23 giugno 1977    |         |
| 16 | L'occhio di Buddha 「メカンダーロボ 危機一髪」 - Mekanda Robo Kikiippatsu                              | 30 giugno 1977    |         |
| 17 | Le sonde Omega 「オメガミサイルを撃滅せよ!」 - Omega Misairu wo Gekimetsuseyo!                         | 7 luglio 1977     |         |
| 18 | La base segreta 「狙われた秘密基地」 - Nerawerata Himitsukichi                                         | 14 luglio 1977    |         |
| 19 | Un vecchio rottame 「魔のペルシャ湾に突入せよ!」 - Ma no Perujyawan ni Totsunyūseyo!                   | 21 luglio 1977    |         |
| 20 | Singapore 「反撃 シンガポール奪回作戦」 - Hangeki Shingapooru Dakkai Sakusen                           | 28 luglio 1977    |         |
| 21 | Uranio 「あの巨大ロボットを撃て!」 - Ano Kyodai Robotto wo Ute!                                        | 4 agosto 1977     |         |
| 22 | Scoperti 「スタジアム基地の最後」 - Sutajyiamu Kichi no Saigo                                          | 18 agosto 1977    |         |
| 23 | Il sacrificio 「母よ永遠に眠れ」 - Hahayo Eien ni Nemure                                               | 1º settembre 1977 |         |
| 24 | L'Araba Fenice 「4体合身メカンダーロボ」 - Yontai Gasshin Mekanda Robo                                 | 8 settembre 1977  |         |
| 25 | La sorella di Guanda 「謎の謀略作戦をあばけ!」 - Nazo no Bōryaku Sakusen wo Abake!                     | 15 settembre 1977 |         |
| 26 | Meteore 「決死の宇宙戦争」 - Kesshi no Uchūsensō                                                       | 29 settembre 1977 |         |
| 27 | Operazione Zeta 「潜入! 空中要塞都市」 - Sennyū! Kūchūyōsaitoshi                                       | 6 ottobre 1977    |         |
| 28 | Un aiuto prezioso 「振りむくな!ジミー・オリオン」 - Furimukuna! Jimii Orion                            | 13 ottobre 1977   |         |
| 29 | La fine si avvicina 「攻撃目標は敵機動部隊」 - Kōgekimokuhyō wa Tekkidōbutai                           | 20 ottobre 1977   |         |
| 30 | La battaglia nel Mediterraneo 「謎のランドルート作戦」 - Nazo no Randorūto Sakusen                     | 27 ottobre 1977   |         |
| 31 | Le sette sonde 「死闘! 静止衛星破壊作戦」 - Shitō! Seishieisei Hakaisakusen                            | 10 novembre 1977  |         |
| 32 | Lo scontro continua 「メデューサ南海に死す」 - Medyusa Nankai ni Shisu                                 | 24 novembre 1977  |         |
| 33 | Il nuovo Mechander 「進め! 地球軍大反撃」 - Susume! Chikyūgundai Hangeki                               | 8 dicembre 1977   |         |
| 34 | Libertà 「大将軍オズメルの最期」 - Daishogun Ozumeru no Saigo                                          | 22 dicembre 1977  |         |
| 35 | L'imperatore Hedron 「メカンダーロボよ永遠（とわ）に」 - Mechander Robo yo Towa ni                     | 29 dicembre 1977  |         |